# ISO 3166-2:KM
ISO 3166-2:KM è uno standard ISO che definisce i codici geografici delle suddivisioni delle Comore; è un sottogruppo dello standard ISO 3166-2.
I codici sono assegnati alle tre isole autonome del paese, e sono formati da KM- (sigla ISO 3166-1 alpha-2 dello Stato), seguito da una lettera.

## Codici
| Codice | Isola         |
| ------ | ------------- |
| KM-G   | Grande Comore |
| KM-A   | Anjouan       |
| KM-M   | Mohéli        |